# Joaquim Santasusagna i Vallès
Joaquim Santasusagna i Vallès (Reus, Baix Camp, 7 de març de 1899 - 19 de març de 1982) va ser un notable geògraf, escriptor i activista polític i cultural català que va desenvolupar la seva tasca al llarg del segle xx

## Biografia
Fou vocal de la Joventut Nacionalista de la Lliga Regionalista i com a tal va impulsar el ressorgiment de La Veu del Camp, periòdic que havia sortit anteriorment sota l'empara de l'Associació Catalanista de Reus. A la redacció de la nova època de la revista coincidí amb Josep Iglésies. Quan es va fundar Acció Catalana s'afilià al nou partit, descontent amb el conservadorisme de la Lliga. Fracassà en l'intent de crear un escamot a Reus a fundar Estat Català. El 1930 s'acostà de nou a Acció Catalana sense afiliar-s'hi, i el mateix feu el 1936 amb Estat Català. En la seva joventut col·laborà a la revista satírica Reus 1973 i més endavant a La Vixeta, també humorística, i fou redactor de la Revista del Centre de Lectura i d'Estudis. Entre 1930 i 1936 redactà la majoria d'editorials de Les Circumstàncies, portaveu d'Acció Catalana i col·laborà durant la guerra al setmanari Estat Català. Excursionista actiu, en teoritzà la pràctica i organitzà durant els anys vint diversos aplecs excursionistes comarcals que van fer sorgir entitats excursionistes en localitats on no n'hi havia, organitzà exhibicions de fotografies i films de caràcter muntanyenc, i cursets de geografia a càrrec de Pau Vila, exposicions sobre Poblet, i sobre prehistòria a la comarca a partir de la col·lecció de Salvador Vilaseca. Publicà tres guies excursionistes amb Josep Iglésies sobre la Serra de Prades, Serra La Llena i el Montsant. En acabar la Guerra Civil espanyola treballà en un banc i fou mentor dels escriptors reusencs de la postguerra, organitzant entre 1945 i 1946 diversos actes de resistència cultural en indrets solitaris de muntanya com ara la Font Grossa de La Riba, la Vall, un frondós pinar de Montblanc, el Mas de Mont-ravà, a Alcover, o bé en masies properes a la ciutat de Reus, com el mas del doctor Barrufet, on es manifestaven poetes joves que no tenien altre lloc per donar-se a conèixer, com ara Ramon Amigó, Josep Maria Arnavat, Antoni Correig, Ernest Casajuana, Rafael Vilà Barnils i Xavier Amorós. Una de les sessions es va dedicar a la poesia d'Antoni de Bofarull Va ser el principal animador, junt amb Iglésies, de l'Associació Excursionista de Reus, que, a través del seu butlletí redactat en català divulgava temes de muntanya. La seva obra més ambiciosa és Reus i els reusencs en el Renaixement de Catalunya fins al 1900, la història de l'aportació reusenca a la cultura escrita en català fins al 1900, amb informació ambiental i biogràfica, sovint de fonts orals, sobretot de Pau Font de Rubinat, obra que trigà deu anys a redactar, ja que l'anàlisi dels escriptors reusencs en llengua catalana, meticulosa i crítica, li va portar moltes consultes bibliogràfiques, difícils en la postguerra. Al final de la seva vida va quedar cec. Reculls pòstums d'articles seus publicats a Les Circumstàncies, mostren, segons Magí Sunyer, el seu valor com a assagista.
A la seva ciutat natal hi té un carrer dedicat, entre la plaça de Morlius i el carrer de Roig.

## Obres
- Del Camp de Tarragona a l'Ebre: guia itinerària precedida d'un esbós monogràfic. En col·laboració amb Josep Iglésies. Reus: Impremta de Marian Roca, 1931
- Present i futur del catalanisme. Reus: Llibreria nacional i Estrangera, 1932
- Les serres encantades: impressions pirinenques. Reus: Llibreria Nacional i Estrangera, 1936. Amb una reedició a Barcelona: Selecta, 1956
- Reus i els reusencs en el Renaixement de Catalunya fins al 1900. Reus: Gràficas Martorell, 1949. Amb una reedició a Reus: Associació d'Estudis Reusencs, 1982
- Definició de l'excursionisme. Reus: Associació Excursionista de Reus, 1959
- A eixam: discursos i conferències. Reus: Poblet: Tip. del Monestir de santa Maria de Poblet, 1968
- Memòries d'un muntanyenc. Poblet: Impremta Monàstica, 1969
- L'escampall: articles de caràcter excursionista. Reus: l'autor, 1971
- Paraules d'ahir: articles editorials de Les Circumstàncies. Reus: l'autor, 1974
- Entre la revolució i la guerra. Reus: Centre de Lectura, 1983
- L'opció a la democràcia: editorials de 1930 a Les Circumstàncies. Reus: Centre de Lectura, 2000